# خط شوالبي

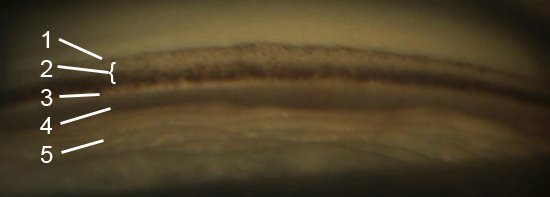
صور لعدسة تنظير الزاوية حيث تظهر بالأرقام: 1- خط شوالبي. 2- الشبكة التربيقية. 3-النتوء الصلبوي. 4- الجسم الهدبي. 5- القزحية.

صورة لعدسة تنظير الزاوية حيث تظهر زاوية الحجرة الأمامية للعين.

خط شوالبي هو الخط التشريحي الموجود على السطح الداخلي لقرنية العين، ويشكل الحد الخارجي لبطانة القرنية. بشكل أكثر تحديدًا، يمثل خط شوالبي نهاية غشاء دسميه. في العديد من الحالات، يمكن رؤية خط شوالبي من خلال عدسة تنظير الزاوية.
تشير بعض الأدلة إلى أن بطانة القرنية تمتلك في الواقع خلايا جذعية يمكن من خلالها إنتاج خلايا بطانية، وخاصة بعد الإصابة، ولكن على نطاق محدود.